# Sout El-Hob
 (février 2019).
Sout El-Hob Records (arabe : صوت الحب للإنتاج الفني والتوزيع ; littéralement « La Voix de l'amour ») est un label discographique égyptien appartenant au Dozzan Music Group. 

## Histoire
Fondé en 1972 par Atef Montasser, Sout El-Hob est le label discographique de presque tous les styles et possède le quatrième catalogue le plus large du Moyen-Orient et de l'Afrique du Nord. Sout El-Hob a aussi distribué localement et à l’international de nombreux films sous le nom de Sout El-Hob Movies (Atef Montasser et ses partenaires). Mohsen Gaber, le propriétaire de la compagnie Alam El Phan et des chaînes de télévisions Mazzika est le cousin d'Atef Montasser. Mohsen a également travaillé avec Atef Montasser en tant que distributeur physique avant d'établir sa propre compagnie.
En 2015, Sherif Montasser, neveu d'Atef Montasser, devient le propriétaire et directeur exécutif de Sout El-Hob par le biais de Sout El-Hob Entertainment qui est l’une des compagnie détenue par le Dozzan Music Group[source insuffisante]. Sout El-Hob Entertainment signe des artistes du monde arabe pour protéger leurs droits sur Internet et distribue leur musique numériquement pour encourager et étendre leur présence internationale par le biais de Modissa, qui est aussi une des compagnies appartenant au Dozzan Music Group. Modissa[source insuffisante] en tant qu'agrégateur numérique de musique distribue mondialement la musique de Sout El Hob ainsi que d’autre contenu à tous les magasins de musique en ligne ainsi que les plateformes de streaming.

## Signatures
Hany Shaker est l’un des premiers chanteurs découvert par Montasser, il a produit ses 4 premiers morceaux. Montasser est reconnu pour avoir découvert Ahmed Adawiya et Aziza Jalal, et pour avoir rendu célèbre la chanteuse Warda al-Jazairia. Il a aussi produit son film Ah ya liel ya zaman en 1977. Sout El-Hob a distribué de nombreux films localement et mondialement sous le nom de Sout El-Hob Movies (Atef Montasser et ses partenaires), et enregistré la musique d'Omar Khairat, ainsi que la récitation du Coran par le cheikh Mahmoud Khalil Al-Hussary. Le Coran est composé de 31 cassettes. Également, sa compagnie a enregistré le Coran récité par le cheikh al-Tablawi. 
Montasser a ranimé l’héritage musical de Sayed Darwich, et enregistré pour la première fois les chansons de Fayza Ahmed et Najet Essaghira sur cassette. Il a aussi produit la chanson Fe Aman Allah de Mohammed Abdu à son début de carrière.
Atef Montasser a rencontré le compositeur Hani Shenouda dans les années 1970 et ils ont établi le groupe El-Masryeen Band. La première cassette du groupe contenant huit chansons courtes est sortie en 1977. Le processus d’enregistrement a pris huit mois. Auparavant, Montasser a importé des cassettes d'Allemagne et de Suisse. Les membres du groupe étaient : Mona Aziz, Eman Younis, Tahseen Yalmaz, Mamdouh Qassem and Omar Fathi. De nombreux poètes proéminents ont écrit des chansons pour le groupe comme Salah Jahin et Omar Batesha. En outre, Montasser a aussi rencontré le Docteur Ezzat Abu Ouf dans les années 1970. Ils ont créé ensemble le groupe « Four M ». Les membres du groupe étaient les sœurs de Ezzat Abu Ouf : Mona, Maha, Manal et Mervat.   

## Artistes
- Ahmed Adawiya
- Warda al-Jazairia
- El-Masryeen Band
- Hamid Al-Shairi
- Mohammad Fouad
- Medhat Saleh
- Leila Mourad
- Omar Khairat
- Hany Shaker
- Najet Essaghira
- Iman El Bahr Darwish
- Aziza Jalal
- Fatma Eid
- Fayza Ahmed
- Four M
- Hany Mehanna[8]
- Hany Shanouda
- Huda Sultan
- Mohamed El-Helw
- Majd El Qassem
- Mohammed Tharwat
- Mohammed Abdu
- Metkal Kenawy

## Chansons
- El Sah El Dah Embo par Ahmed Adawiya
- Esmaouny de Warda al-Jazairia
- Fe El Seka par Mohammad Fouad
- Keda Bardo Ya Amar par Hany Shaker
- Kawkab Tany par Medhat Saleh
- Matehsebosh Ya Banat par El-Masryeen Band
- El Leila El Kebira par le groupe Four M
- Mahsobkom Endas d'Iman El Bahr Darwish
- Fe Aman Allah par Mohammed Abdu

## Distribution numérique
Sout El-Hob Entertainment a obtenu les droits exclusifs pour distribuer mondialement des milliers de morceaux de nombreux artistes ainsi que de nouveaux artistes du monde arabe à tous les magasins de musique en ligne et plateformes de streaming par le biais de Modissa qui est une des compagnie du Dozzan Music Group.